# Finlândia Meridional
Finlândia Meridional (finlandês: Etelä-Suomen lääni, sueco: Södra Finlands län) foi uma das 6 províncias administrativas da Finlândia entre 1997 e 2010. Sua capital era a cidade de Hämeenlinna.
41% dos finlandeses vivem na antiga Finlândia Meridional, que possui a densidade mais alta das províncias do país. As maiores cidades da província são Helsinki (capital), Espoo, Vantaa, Lahti, Lappeenranta, Kotka, Hämeenlinna, Porvoo, Hyvinkää e Järvenpää. 
As cidades de Helsinki, Espoo e Vantaa, juntas, formam a maior parte da região metropolitana de Helsinki. Järvenpää, Hyvinkää e Porvoo estão bastante próximas de Helsinki.

## Regiões
A Finlândia Meridional está dividida em 6 regiões (nomes em finlandês e sueco, respectivamente, entre parênteses):
- Carélia do Sul (Etelä-Karjala / Södra Karelen)
- Päijänne Tavastia (Päijät-Häme / Päijänne Tavastland)
- Tavastia Própria (Kanta-Häme / Egentliga Tavastland)
- Uusimaa (Uusimaa / Nyland)
- Uusimaa do Leste (Itä-Uusimaa / Östra Nyland)
- Kymenlaakso (Kymenlaakso / Kymmenedalen)